# Coniopteryx (Coniopteryx) longistyla
Coniopteryx (Coniopteryx) longistyla is een insect uit de familie van de dwerggaasvliegen (Coniopterygidae), die tot de orde netvleugeligen (Neuroptera) behoort. 
Coniopteryx (Coniopteryx) longistyla is voor het eerst wetenschappelijk beschreven door Sziráki in 1994.